# Karl Storch der Ältere

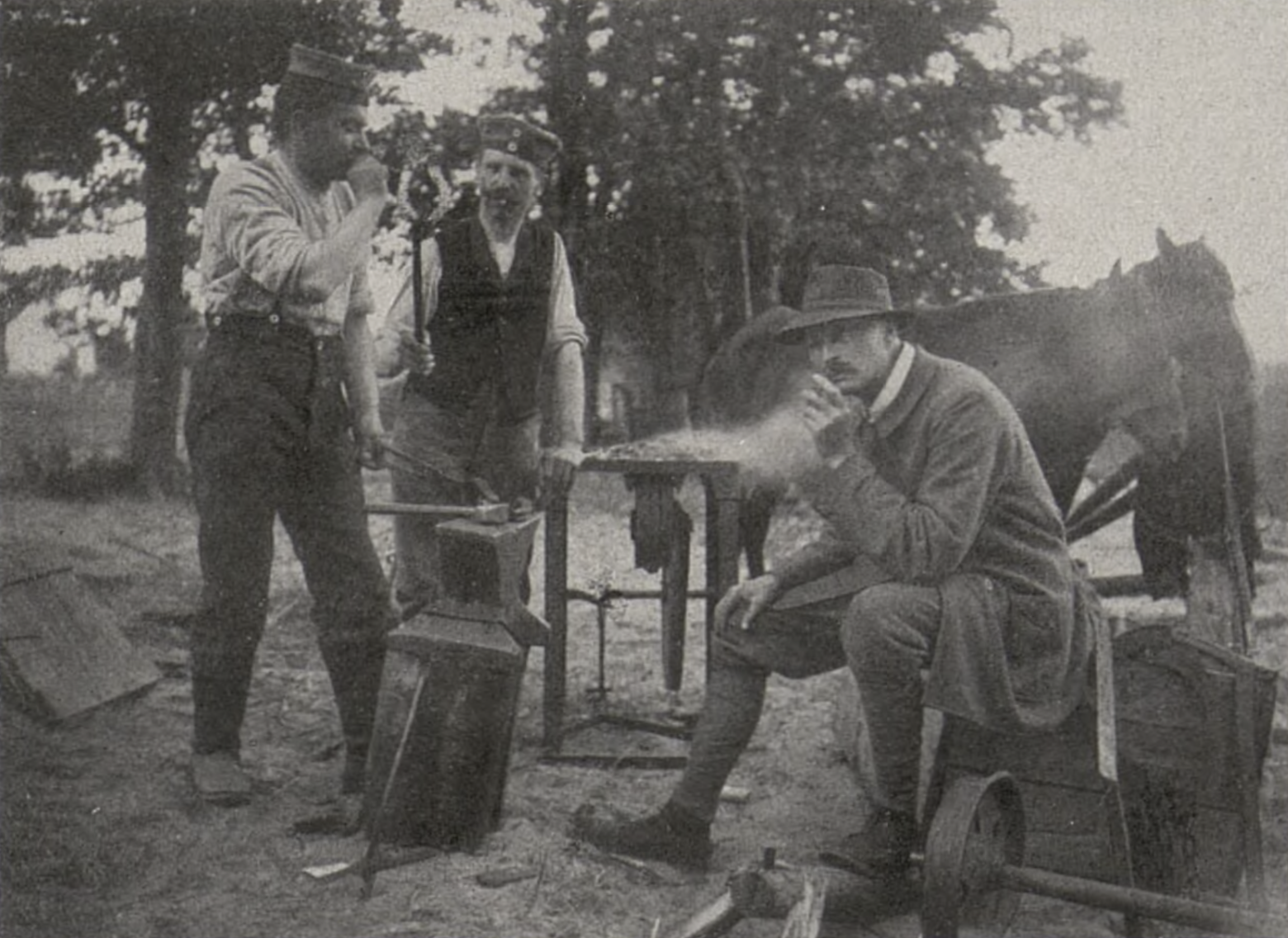
Karl Storch der Ältere (rechts, 1915)

Karl Storch der Ältere (* 28. Januar 1864 in Segeberg; † 11. Februar 1954 ebenda) war ein deutscher Maler und Kunstprofessor.

## Leben

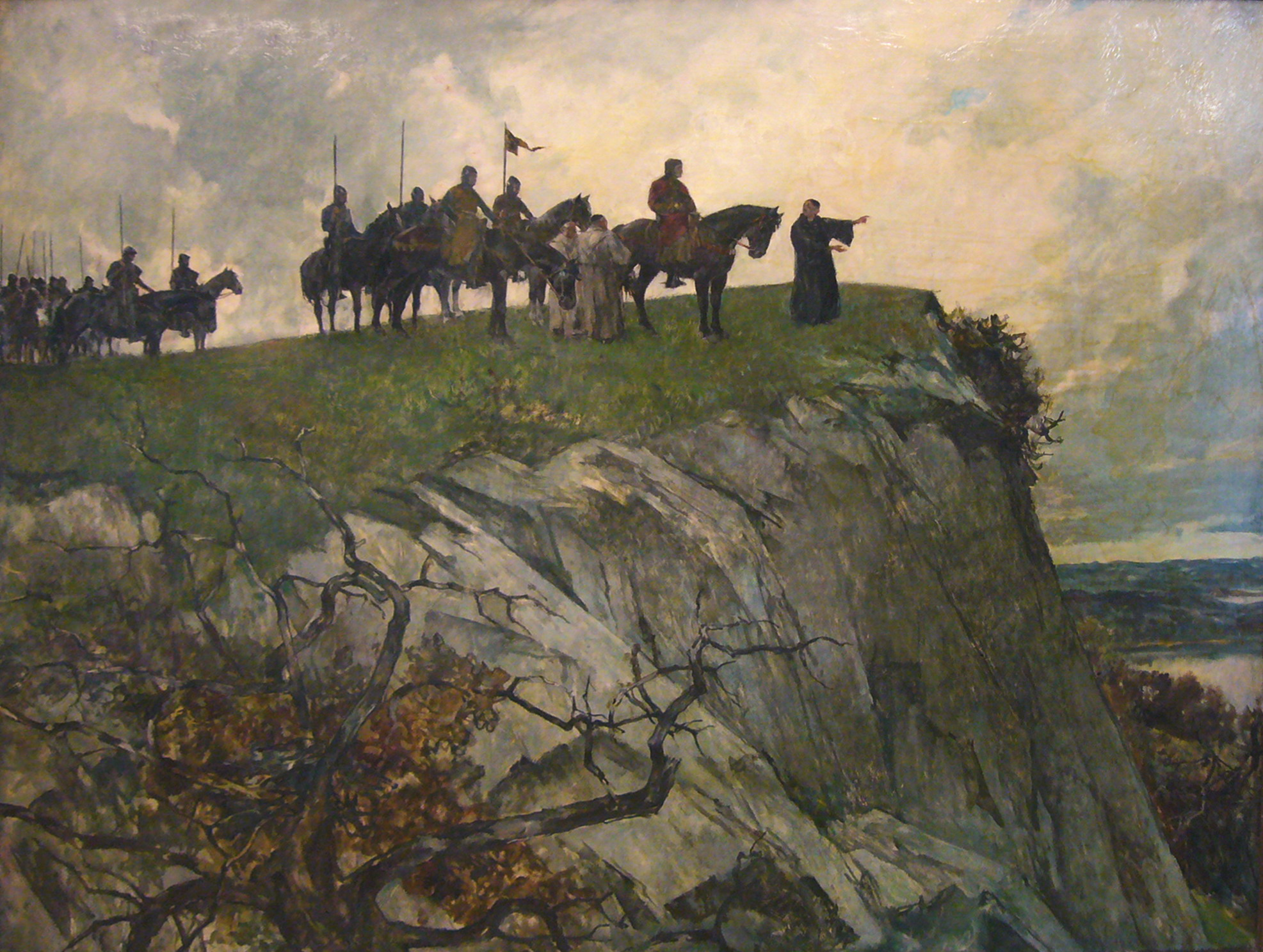
Kaiser Lothar III. und Vizelin auf dem "Alberg" (1134); (1936)

Storch stammt aus einer Segeberger Kaufmannsfamilie. Als 19-Jähriger ging er nach Kiel. Hier bemerkte der Maler Harro Magnussen die künstlerische Begabung Storchs, förderte ihn und empfahl ihn an die Kunstakademie in Berlin. Storch studierte in Berlin und verdiente sich seinen Lebensunterhalt in der Hauptstadt als Illustrator für Zeitschriften und Bücher sowie als Lehrer an der von Conrad Fehr gegründeten akademischen Schule für bildende Kunst, der „Akademie Fehr“. Er arbeitete unter anderem für die Zeitschriften Daheim, Vom Fels zum Meer und Leipziger Illustrirte Zeitung. Ferner illustrierte er Werke von Goethe, Kleist, Adelbert von Chamisso und Eichendorff.
1902 wurde Storch als Professor an die Königsberger Kunstakademie berufen und blieb dies bis 1928. Er entwarf im Ersten Weltkrieg im Auftrag des Kölner Schokoladeproduzenten Ludwig Stollwerck Sammelbilder für Stollwerck- Sammelalben, u. a. die Serie „Die Befreiung Ostpreussens durch Hindenburg“ für das Stollwerck-Sammelalbum No. 16 von 1916.
In der Zeit des Nationalsozialismus blieb Storch ein geschätzter Maler. Er stellte jedoch kaum noch aus und war z. B. in München im Gegensatz zu seinem gleichnamigen Sohn, mit dem er oft verwechselt wird, nicht vertreten.
Im Januar 1944 erhielt Storch nach längerem Hin und Her die Goethe-Medaille für Kunst und Wissenschaft: In der Ministervorlage vom 26. Januar wird ihm zwar ein beachtliches künstlerisches Niveau bescheinigt, nicht jedoch die „besonders während des Krieges“ erforderliche Höhe, die für die Verleihung der Goethe-Medaille vorausgesetzt werden müsse, zudem lägen keine Verdienste um die nationalsozialistische Bewegung vor: Storch gehört der NSDAP nicht an. Storch stand 1944 in der Gottbegnadeten-Liste des Reichsministeriums für Volksaufklärung und Propaganda. Nach der Bombardierung Königsbergs kehrte Storch im Oktober 1944 als Flüchtling an seinen Geburtsort zurück. 1954 erhielt er das Bundesverdienstkreuz am Bande. Kurz darauf verstarb er in Bad Segeberg.
Anlässlich des 140. Geburtstags von Storch richtete die Stadt Bad Segeberg 2004 ihrem Sohn eine Dauerausstellung im historischen Rathaus ein. Seit 2008 werden hier 29 Kunstwerke sowie einige Illustrationen gezeigt.

## Ausstellungen
- „Zwischen Holstein und Königsberg. Karl Storch 1864–1954“ (2014), im Ostpreußischen Landesmuseum[7]